# Оливье, Эдит
Эдит Мод Оливье (англ. Edith Maud Olivier; 31 декабря 1872 — 10 мая 1948) — английская писательница, также известная как хозяйка дома в Уилтшире, где собирались известные писатели, художники и композиторы.

## Семья и детство
Оливье родилась в Уилтоне в семье гугенотов. Её отец, Дакрес Оливье, — каноник Уилтона, мать — дочь епископа. Эдит была одной из десятерых детей. Получив начальное образование на дому, Оливье поступила в колледж Санкт-Хью в Оксфорде в 1895 году, но провела в нём только четыре семестра, после чего была вынуждена оставить университет из-за астмы.
Через Генри Стивена Оливье, деда по отцовской линии, находилась в родстве с актёром Лоуренсом Оливье, который приходился Генри Стивену Оливье тому правнуком.

## Политическая и общественная деятельность
До смерти в 1919 году главною роль в жизни Эдит Оливье играл отце который был автократичным и консервативным. Оливье была прихожанкой Англиканской церкви и работала в Женском епархиальном совете. Она также принимала участие в деятельности Консервативной партии и Женского института. В 1916 году по распоряжению сельскохозяйственного комитета графства Уилтшир Оливье помогла сформировать уилтширское отделение Женской сельскохозяйственной армии, за что в 1920 году была награждена Орденом Британской империи. В 1934 году стала первой женщиной, выигравшей выборы в городской совет Уилтона, с 1938 по 1941 год занимала должность мэра города. Как мэр, отвечала за размещение матерей с детьми, эвакуированных из Лондона. В Уилтоне располагалось Южное командование, и в каждой спальне дома Оливье располагался постоялец. Это время описано в книге Night Thoughts of a Country Landlady, с юмором проиллюстрированной близким другом Оливье, художником Рексом Уистлером. Государственная служба во время Второй мировой войны Оливье также включала в руководство бригадой скорой помощи Святого Иоанна.

## Уилтон и Уилтшир

Оливье возле Дэй-хауса (Рекс Уистлер, 1942).

Родившаяся в доме приходского священника Уилтона, Эдит Оливер росла, играла и вдохновлялась расположенными по соседству домом и садами Уилтон-хауса. Джордж Герберт, 13-й граф Пембрук и его жена Гети были бездетны и поощряли совместные игры детей Оливье и собственных племянников и племянниц. Когда отец Эдит ушел в отставку перед Первой мировой войной, она и её сестра Милдред вместе с ним переехали в Солсбери. Дакрес Оливье умер в год окончания войны, и после короткого пребывания в Фитц-хаусе (Теффонт), две 40-летние сестры Оливье в 1920 году переехали в старый молочный дом Дэй-хаус в поместье Уилтон. Их пригласил друга детства — Реджинальд Герберт, 15-й граф Пембрука, который унаследовал Уилтон-хаус от своего дяди в 1913 году.
В дневнике, где отсутствуют только три страницы (за дни, когда брат Гарольд погиб в бою в 1914 году, когда сестра Милдред умерла от рака молочной железы в 1923 году и когда ближайший друг Рекс Уистлер был убит при попытке покинуть подбитый танк в 1944 году) Эдит описала образ жизни и поколение, которое исчезло с началом Второй мировой войны. Она запечатлела «яркие события молодости» в поместье графа Пембрука и доме Сесила Битона в близлежащем Эшкомбе, обнаруженном писательницей. Она пишет о своих близких дружеских отношениях с соседями: Стивеном Теннантом и его матерью Памелой, женой Эдварда Грея; поэтом Генри Ньюболтом, художниками Генри Лэмбом и Августом Джоном. Её книга о любимом Уилтшире была посмертно издана племянницей Розмари Оливье, которая продолжала жить в Дэй-хаусе по просьбе Пембруков, а также, как и тётя, стала мэром Уилтона.

## Писатели и художники

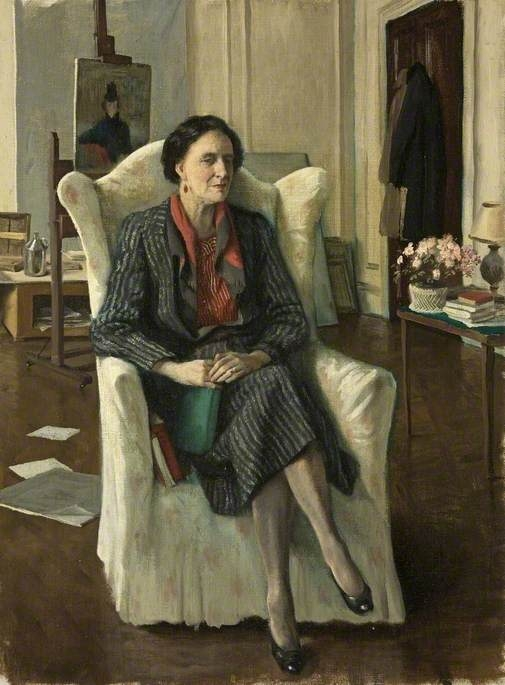
Портрет Эдит Оливье (Рекс Уистлер, 1939)

После смерти сестры Милдред в 1923 году Эдит Оливье стала больше участвовать в общественной жизни и завела новые знакомства. В это время у неё сложилась глубокая дружба с Рексом Уистлером. Дэй-хаус превратился в место встречи артистической и социальной элиты, в которую входили Сесил Битон, Зигфрид Сассун, Уильям Уолтон и Осберт Ситвелл.
В 1927 году Оливье опубликовала первый роман — The Love Child. За ним последовали новые романы, биографии, в том числе Александра Крудена, и автобиографическая книга Without Knowing Mr Walkley. Уокли был театральным критиком The Times, а Оливье мечтала стать актрисой театра, а не писательницей.

## Смерть
Эдит Оливье умерла в 1948 году, пережив три удара, и была похоронена на кладбище в Уилтоне.

## Сочинения

### Романы
- The Love Child (1927)
- As Far As Jane’s Grandmother’s (1928)
- The Triumphant Footman (1930)
- Dwarf’s Blood (1930)
- The Seraphim Room (1932)

### Нехудожественные произведения
- The Eccentric Life of Alexander Cruden (1934)
- Mary Magdalene (1934)
- Country Moods and Tenses (1941)
- Four Victorian Ladies of Wiltshire (1945)
- Wiltshire (опубликовано посмертно в 1951)

### Автобиографические произведения и дневники
- Without Knowing Mr Walkley (1938)
- Night Thoughts of a Country Landlady (1945)
- Дневники с 1 марта 1894 года по 22 апреля 1948 года.